# Bombardement op Augsburg (1942)
Het bombardement op Augsburg, ook bekend als Operatie Margin, vond plaats op 17 april 1942. Het doelwit was de MAN SE-fabriek waar motoren voor U-boten werden gebouwd. Het 44e en het 97e Squadron RAF voerden de aanval uit in de nieuwe Avro Lancaster, die het grootste deel van de tijd laag bij de grond vlogen. Van de twaalf Lancasters gingen er zeven verloren. De Britten vierden de aanval als een succes, omdat zij niet wisten dat de aanval nauwelijks gevolgen had voor de productie van de U-boot-motoren.

## Geschiedenis

### Achtergrond

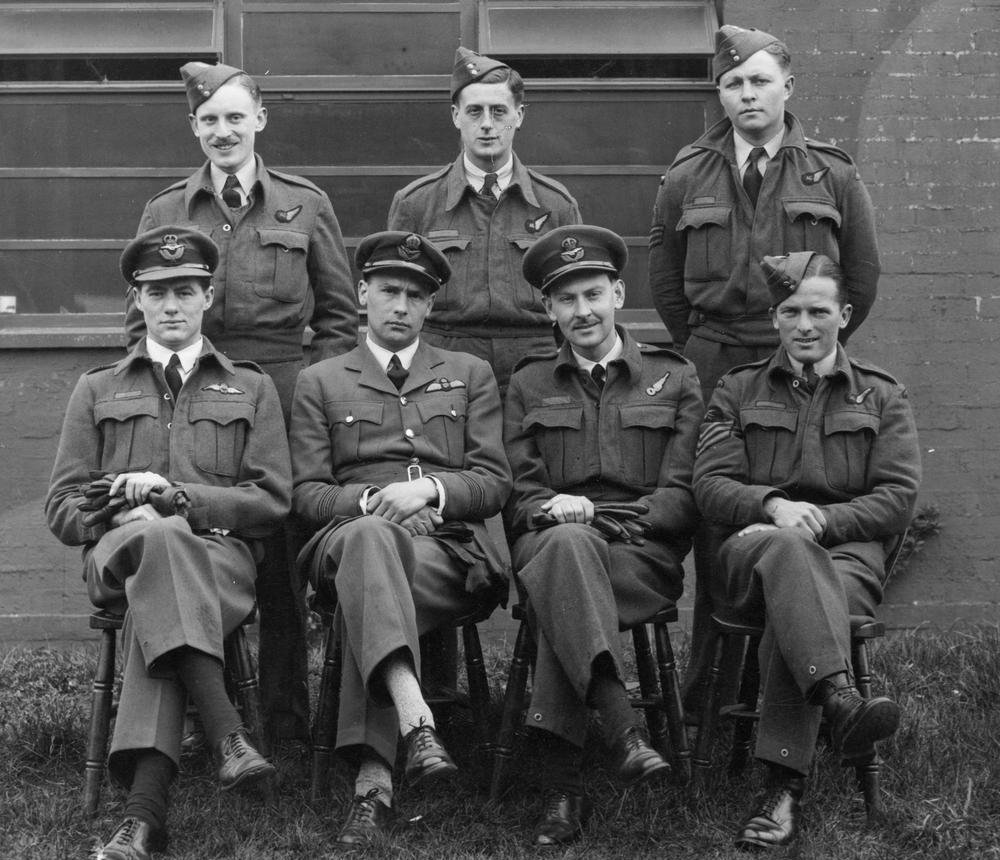
John Nettleton (zittend, tweede van links) en zijn bemanning.

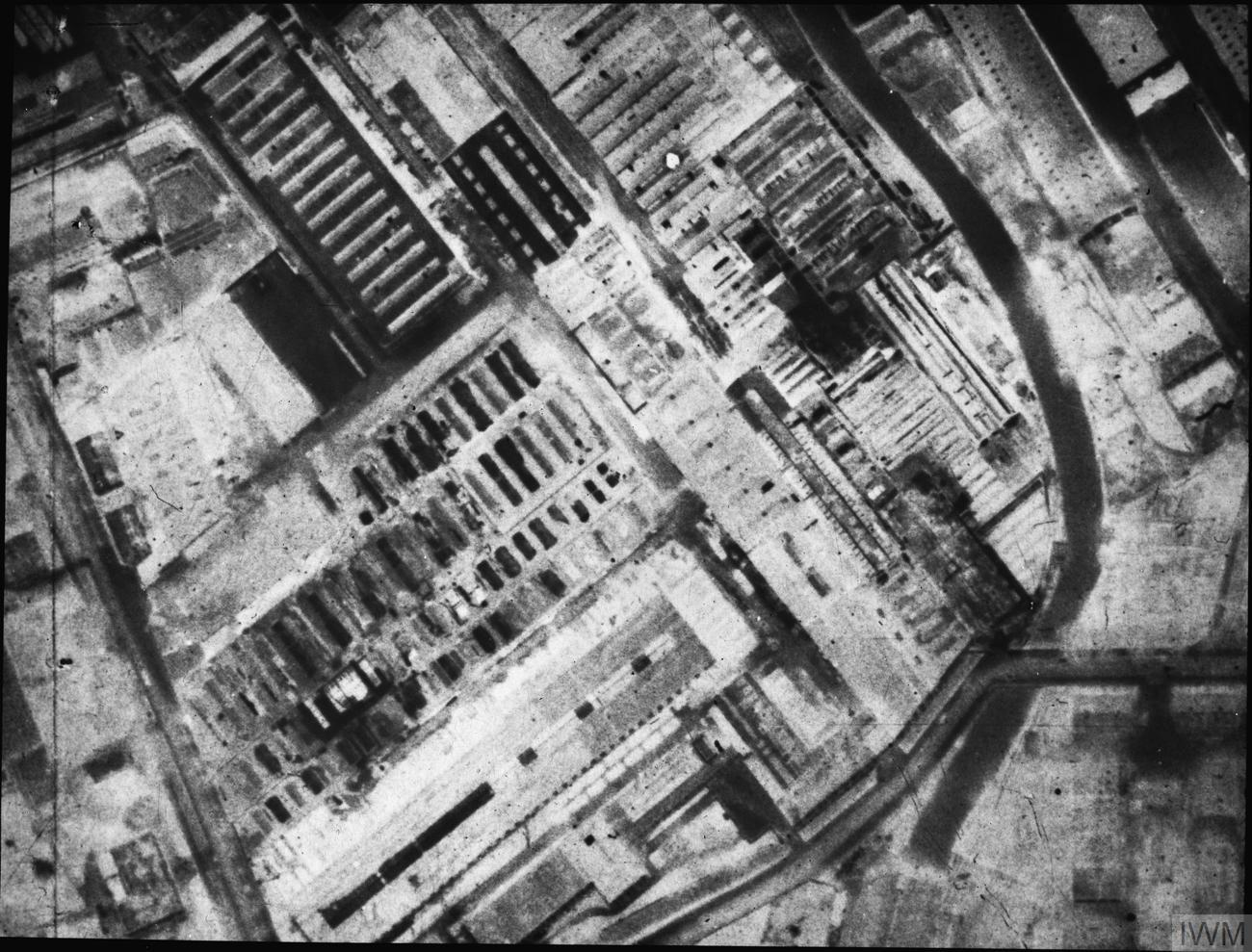
Een foto van de MAN-fabriek na het bombardement.

Rond april 1942 leden de geallieerden zware verliezen door Duitse U-boten die grote aantallen koopvaardijschepen tot zinken brachten. De Maschinenfabrik Augsburg-Nürnberg (MAN SE) was voor de helft verantwoordelijk voor de productie van het totaal aantal motoren dat gebruikt werd in U-boten. Het hoofd van Bomber Command Arthur Harris hoopte het overwicht te krijgen in de zeeoorlog door de productie van de duikboten te frustreren en daarvoor leek een bombardement op de fabriek een goede kans te bieden.
Een probleem was dat het om een relatief klein doelwit ging dat zich ook nog eens in het zuiden van Duitsland bevond. Tot dan toe waren doelgerichte bombardementen weinig effectief geweest, de belangrijkste reden waarom de RAF was overgegaan op de strategie van area bombing waar hele steden en wijken werden platgegooid. 

### De aanval
De Britten gebruikten de nieuwe Avro Lancaster om de Duitsers te verrassen. Tot dan toe was het vliegtuig alleen door het 44e Squadron gebruikt om zeemijnen te leggen. Overdag vliegen verhoogde de kans om het doelwit te treffen, terwijl de Lancasters door laag te vliegen hopelijk niet ontdekt zouden worden door de Duitse radar. Tegelijkertijd met de actie zouden er bombardementen op Rouen en Calais plaats vinden. De Duitsers zouden dan hun jagers moeten opdelen en dat verhoogde de overlevingskansen voor de Lancasters.
Een week voor de actie plaats vond gingen de twee squadrons in training om ervaring op te doen met laagvliegen. Van elk squadron namen zes vliegtuigen deel aan het bombardement. Elke Lancaster zou duizend pond aan bommen afwerpen vanaf vijftien meter hoogte. Elke bom bevatte een vertragingsmechanisme van elf seconden om de vliegtuigen de kans te geven veilig weg te komen.
De vliegtuigen vlogen in twee groepen. Ze bereikten het Franse vasteland ter hoogte van Dives-sur-Mer. Ten oosten van Beaumont-le-Roger werd het 44e Squadron toch gespot door een aantal jagers van het Jagdgeschwader 2. In het gevecht wat daarop volgde haalden de jagers vier Lancasters neer. De twee overgebleven vliegtuigen bereikten wel Augsburg waar ze hun bommen dropten op de fabriek. Het Duitse luchtafweergeschut haalde vervolgens nog een Lancaster neer, die een noodlanding maakte. Drie van de zeven bemanningsleden kwamen om. Kort nadat de eerste bommen waren neergeworpen bereikte de zes Lancasters van het 97e Squadron Augsburg en wierpen hun bommen af. De FLAK haalde daarna twee Lancasters neer.

### Nasleep
Van de twaalf vliegtuigen keerden er slechts vijf terug naar Engeland. Een vliegtuig was zodanig beschadigd dat het als verloren moest worden beschouwd. In totaal hadden vijfentachtig man aan de operatie meegedaan, waarvan er slechts achtendertig terugkeerden naar Engeland. Ondanks de zware verliezen beschouwden de Britten de aanval als een succes omdat ze meenden dat de fabriek volledig was verwoest. De Britse media besteedde veel aandacht aan de raid om op die manier het moraal een boost te geven.
John Nettleton, de leider van het 44e Squadron, kreeg het Victoria Cross uitgereikt en was daarmee de eerste Zuid-Afrikaan die deze hoge onderscheiding ontving. John Sherwood, de leider van van het 97e Squadron, kwam in aanmerking voor een DSO, op voorwaarde dat hij de operatie had overleefd. Zijn vliegtuig was namelijk neergestort. Een aantal weken later bleek inderdaad dat Sherwood nog leefde, al bevond hij zich in krijgsgevangenschap. Hij overleefde als enige crewlid.
In feite was slechts een klein deel van de fabriek getroffen. Muren en daken waren beschadigd, maar de machines waarmee de motoren gemaakt werden waren nog steeds intact. Slechts twaalf van de achttien bommen waren afgegaan. Dat was een stuk hoger dan het verwachtte uitvalpercentage van twintig procent.
Het hoge percentage uitvallers betekende dat Bomber Command haar strategie, waarbij de nadruk lag op gebiedsbombardementen in de nacht, niet veranderde. Wel bleef de RAF als dat de slagingskansen verhoogde overdag en het noodzakelijk geacht werd aanvallen uitvoeren op kleinschalige doelen.